# Pablo Casado
Pour les articles homonymes, voir Casado.
Pablo Casado Blanco, né le 1er février 1981 à Palencia, est un homme politique espagnol membre du Parti populaire (PP). Il est député aux Cortes Generales depuis 2011 et président du PP entre 2018 et 2022.

## Formation
Pablo Casado est licencié en droit de l'université complutense de Madrid et en administration et direction d'entreprise de l'université Roi Juan Carlos de Madrid, où il obtient ensuite un master en droit administratif.
Il complète sa formation académique avec le certificat d'études législatives de l'Institut des affaires publiques de l'université de Georgetown à Washington, et avec le programme DGP de la John F. Kennedy School of Government de l'université Harvard. Il obtient également le Programme supérieur de gestion publique à l'IESE, entre autres.
Il a été Non-Resident Fellow de l'École des études internationales avancées (SAIS) de l'université Johns-Hopkins et visiting professor au Global Leadership and Competitiveness Program de l'université de Georgetown.

## Parcours politique

### Débuts
Porté en 2005 à la présidence des Nouvelles Générations (NNGG) — mouvement de jeunesse du Parti populaire — dans la Communauté de Madrid, il est élu deux ans plus tard député à l'Assemblée de Madrid où il exerce la fonction de porte-parole à la commission de la Justice et des Administrations publiques.
Entre 2009 et 2012, il est directeur du cabinet de José María Aznar à la Fondation pour l'analyse et les études sociales (FAES), alors institut de réflexion idéologique du PP. Il quitte un an plus tard la présidence régionale des NNGG.

### Député
En décembre 2011, il est élu député au Congrès des députés pour la province d'Ávila. Il est porte-parole à la commission mixte Congrès-Sénat pour l'Union européenne et membre des commissions des Affaires étrangères et de la Coopération internationale. Il est aussi représentant de l'Espagne à la Conférence des organes spécialisés dans les affaires communautaires des parlements de l'Union européenne (COSAC) et à l'Assemblée parlementaire de l'Union pour la Méditerranée, dont il est membre de la commission sur la sécurité, affaires politiques et droits de l'homme.
En janvier 2015, il devient porte-parole du comité de campagne pour les élections municipales de mai 2015 dirigé par Carlos Floriano,. Le 18 juin 2015, Mariano Rajoy le nomme vice-secrétaire du Parti populaire chargé de la communication. Il entre ainsi à la direction du parti en compagnie d'autres jeunes politiciens tels qu'Andrea Levy et Javier Maroto. Pablo Casado est pressenti comme un des possibles successeurs de Mariano Rajoy à la tête du Parti populaire.
Dans le contexte du référendum sur l’indépendance de la Catalogne, en octobre 2017, il déclare : « Nous avons vu passer le 6 octobre sans peine et sans gloire le 83e anniversaire de la déclaration d'indépendance par Lluís Companys. Je crois qu'il ne faut pas répéter l'histoire, espérons que demain rien ne soit déclaré. Au mieux, celui qui le déclarera finira pas comme celui qui a déclaré il y a 83 ans ». Ces propos suscitent une importante controverse car Companys, président de la généralité de Catalogne en exil, capturé en France par les nazis en août 1940, fut remis au régime franquiste et fusillé,.

### Président du Parti populaire

#### Élection
Il annonce le 18 juin 2018 sa candidature à la présidence du Parti populaire dans le cadre du XIXe congrès. Il est ainsi le troisième à postuler après le député José Ramón García Hernández et l'ancien ministre José Manuel García-Margallo. À peine quelques heures plus tard, le journal eldiario.es révèle que la juge qui enquête sur une possible obtention frauduleuse de son master a demandé au Congrès des députés de confirmer que Casado est bien titulaire d'une immunité, étape préalable à la transmission de son dossier au Tribunal suprême, seule juridiction habilitée à mettre les parlementaires en procès.
Le 21 juillet 2018, il est élu à la tête du PP par 57,6 % des voix des délégués du parti face à Soraya Sáenz de Santamaría.

#### Prises de position
Au sein du parti, il apparaît comme un proche de José María Aznar et se montre critique à l'égard de Mariano Rajoy.
Sur le plan économique, il promet de supprimer les impôts sur le patrimoine, sur les successions et sur les donations, et de baisser les impôts sur le revenu et les sociétés. Il se présente comme un défenseur « de la famille et de la natalité » et s’est opposé à la décision de transférer les restes du général Franco hors de son mausolée.
Il se déclare en 2019 ouvert à l'idée d'une entrée du parti d’extrême droite Vox au gouvernement: « Pourquoi nous nous marcherions sur les pieds, alors que ce dont nous avons besoin, c’est de nous additionner les uns les autres ? ».

#### Crise de 2022
Son leadership sur le PP lui est contesté en février 2022 par Isabel Diaz Ayuso, la populaire présidente de la communauté de Madrid, conduisant à un violent conflit interne. Cette dernière va jusqu'à accuser Pablo Casado de manœuvrer pour la « détruire »,. Une grande partie des cadres et des militants réclament la démission de Pablo Casado, ce que celui-ci refuse de faire. Le président de la Galice, Alberto Núñez Feijóo, considéré comme la figure la plus respectée du PP, affirme que « la situation est insoutenable, il faut prendre des décisions difficiles. »
Le 24 février, après une longue réunion avec les présidents des fédérations régionales du parti, il annonce dans un communiqué qu'il ne se représentera pas lors du XXe congrès national, qui doit être formellement convoqué le 1er mars suivant par le comité directeur national du parti. En raison de la démission de son secrétaire général Teodoro García Egea, il nomme la porte-parole du groupe parlementaire Cuca Gamarra coordonnatrice générale. En dépit de la volonté de plusieurs responsables territoriaux, il obtient donc de rester président en titre du Parti populaire jusqu'au congrès, et non de renoncer sans attendre à cette fonction.
À l'occasion de son discours d'adieu devant le plénum des délégués le 1er avril suivant, il révèle que le nouveau président du parti Alberto Núñez Feijóo lui a proposé de travailler à ses côtés mais qu'il a refusé et qu'il va quitter la vie politique active, renonçant à son mandat de député aux Cortes. Il démissionne formellement du Congrès des députés trois jours plus tard, son siège revenant au premier non-élu de sa liste de candidats, Percival Manglano (es).

## Vie privée et familiale
Pablo Casado est marié depuis juin 2009 avec Isabel Torres Orts (fille de Luis Torres Candela et María Dolores Orts, une des filles des propriétaires du groupe Huerto del Curay) avec qui il a eu deux enfants.